# Ted DiBiase Jr.
Theodore Marvin DiBiase Jr., meglio conosciuto con il ring name Ted DiBiase Jr. (Clinton, 8 novembre 1982), è un ex wrestler statunitense, noto per i suoi trascorsi in WWE tra il 2007 e il 2013.
È il figlio di Ted DiBiase Sr., celebre wrestler della WWF negli anni ottanta e novanta.

## Carriera

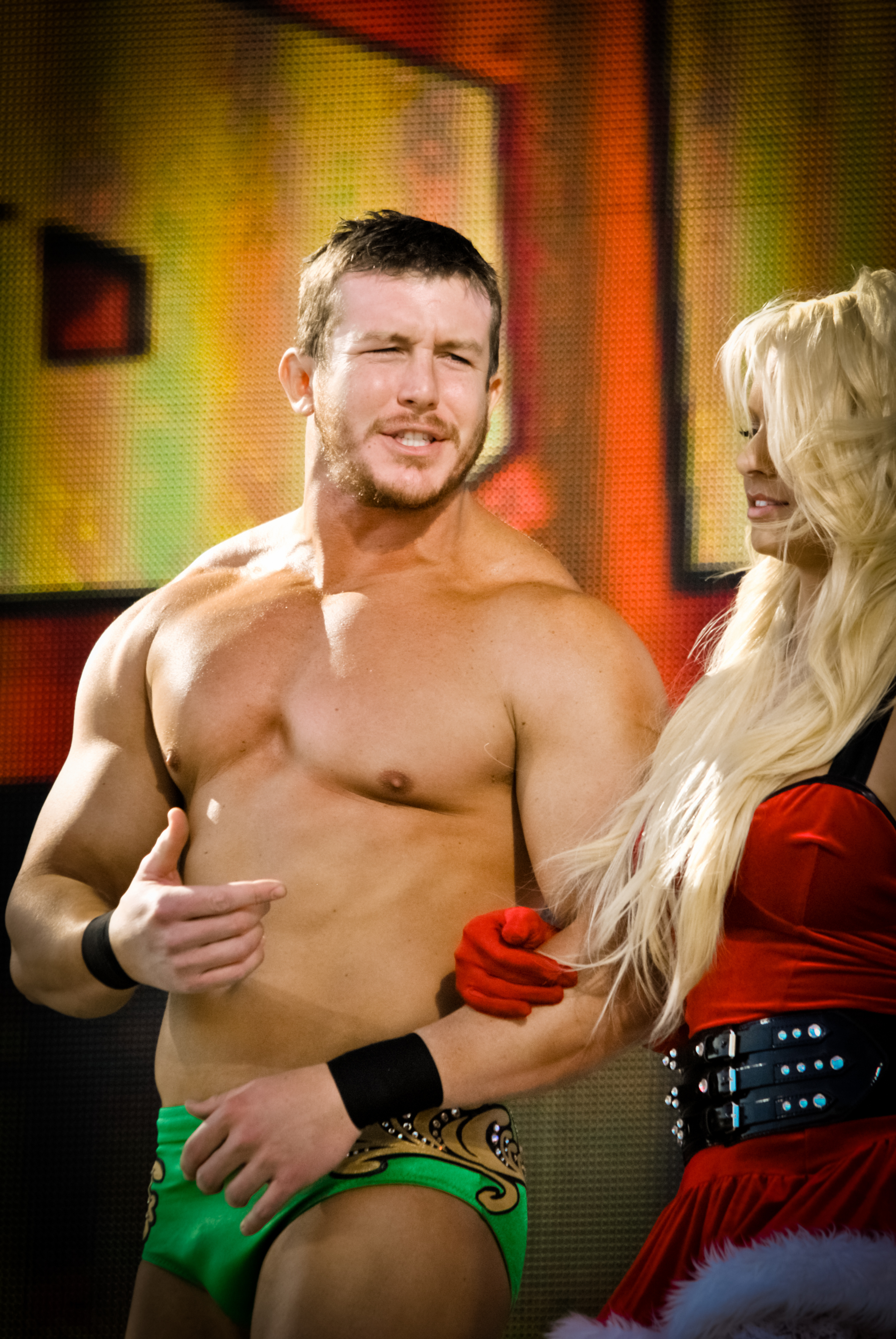
Ted DiBiase Jr. con Maryse nel 2010

DiBiase combatte inizialmente nella Fusion Pro Wrestling, dove conquista l'alloro di coppia insieme a suo fratello maggiore, Mike DiBiase II. Il 1º aprile 2007, debutta per la NOAH, vincendo un 6-man tag team match insieme a Bryan Danielson e Joe Legend battendo il Team di Akitoshi Saito, Ippei Ota e KENTA. Il 4 aprile, combatte il suo primo match da singolo perdendo contro KENTA. Successivamente combatte diversi match di coppia, facendo squadra con Joe Legend, Bison Smith, Daniel Cross e Tsutomu Hirayanagi ottenendo sia vittorie che sconfitte. Dopo aver battuto Ippei Ota, batte anche Kotaro Suzuki e Mohammed Yone, ottenendo una title shot per il GHC Hardcore Tag Team Championship insieme ad Eddie Edwards ma i due vengono sconfitti dai campioni Kentaro Shiga e Kishin Kawabata. Nel mese di maggio, fa coppia con due ex WWE, Bull Buchanan e D'Lo Brown vincendo un 6-man tag team match contro Go Shiozaki & Naomichi Marufuji & Taiji Ishimori. Dopo due mesi, viene chiamato dalla WWE che gli fa sottoscrivere un contratto di sviluppo.
DiBiase debutta in FCW il 4 agosto 2007, in un match di coppia insieme a Jack Swagger contro Heath Slater e Keith Walker. Il 9 ottobre 2007, ha una chance di conquistare il titolo FCW Southern, ma perde contro il campione David Hart Smith. Il 18 dicembre, DiBiase batte Tyson Kidd conquistando l'FCW Southern Heavyweight Championship. Più tardi, difende il titolo contro Johnny Curtis.
Esordisce a Raw accompagnato dal padre Ted DiBiase e subito concentra le sue attenzioni sui World Tag Team Championship di Cody Rhodes e Hardcore Holly dicendo di essere Priceless (senza prezzo) e che avrebbe sfidato i due al pay-per-view Night of Champions 2008 insieme a un partner sconosciuto. Al PPV Cody Rhodes si allea con Ted e i due conquistano i titoli di coppia, Ted dunque vince il titolo nel suo primo match nella WWE. I due compongono così la stable dei Priceless. Mantengono i titoli sino alla puntata di Raw del 4 agosto, quando li perdono a favore di John Cena e Batista. La settimana successiva però i due riconquistano i titoli anche grazie ai problemi venutisi a creare tra John Cena e Batista che si dovevano sfidare a un match per SummerSlam. Cody Rhodes & Ted DiBiase iniziano poi una rivalità con i Cryme Tyme che li porta a difendere con successo i titoli di coppia ad Unforgiven. Qui esordisce un altro membro all'interno della stable, Manu, che farà da guardaspalle ai due. Nella stessa notte insieme a Randy Orton, che nel frattempo si era avvicinato al gruppo, attaccano il campione del mondo dei pesi massimi CM Punk nel backstage infortunandolo e così privandolo di difendere il suo titolo in pay-per-view. I Priceless da lì in poi saranno oggetto delle attenzioni di Randy Orton che li accusa di essere senza valore e sostiene che solo grazie a lui sarebbero potuti diventare qualcuno nella WWE. DiBiase e Rhodes perdono i titoli 27 ottobre a Raw contro CM Punk & Kofi Kingston.
Ted DiBiase ritorna a Raw il 12 gennaio 2009 dove si allea con Orton e Rhodes nella Legacy dicendo di aver dimenticato il passato e di aver capito di aver sbagliato. Alla Royal Rumble 2009 Ted DiBiase è una pedina fondamentale nella vittoria di Randy Orton della Royal Rumble, infatti si piazza quarto e insieme a Rhodes classificatosi terzo riescono ad aiutare Orton a conseguire la vittoria. Nelle settimane seguenti è coinvolto con lo stesso Orton e Cody Rhodes nella faida tra la stable di Orton e la famiglia McMahon e Triple H, che porterà Orton ad infortunare tutti i membri della famiglia McMahon e allo scontro fra il leader della Legacy e Triple H a WrestleMania XXV, dove ad avere la meglio sarà il campione WWE. A Backlash insieme a Orton e Rhodes ha combattuto in un 6-Man Tag Team Match contro Triple H, Batista e Shane McMahon valido per il WWE Championship di Triple H, il match prevedeva che Orton sarebbe diventato campione se anche i membri del suo team avrebbero ottenuto la vittoria e Triple H si sarebbe riconfermato campione anche grazie alla vittoria dei suoi compagni. Il match è stato vinto dalla Legacy con Orton che ha schienato Triple H con il suo Punt Kick ed è diventato campione WWE per la terza volta. DiBiase ha poi dichiarato durante WWE Superstars di volere i titoli di coppia di Carlito e Primo ed ha vinto un match proprio contro Carlito. Dopo essere diventati primi sfidanti ai titoli di coppia unificati, non riescono a conquistare le cinture a The Bash dove a vincere sono stati Edge e Jericho inseriti all'ultimo momento nella contesa. Nel PPV successivo, Night of Champions, vengono di nuovo sconfitti da Chris Jericho e Big Show (nuovo partner dopo l'infortunio di Edge).
Rhodes e DiBiase impediscono a Triple H di ottenere un'altra shot al titolo di Orton per SummerSlam in un Beat The Clock Challenge e sconfiggono The Game in un handicap match la settimana dopo. Triple H decide quindi di chiedere aiuto al suo compagno Shawn Michaels e i due riformano la D-Generation X sfidando Rhodes e DiBiase a SummerSlam. Nel pay-per-view di agosto la DX si impone sulla Legacy. A WWE Breaking Point la Legacy sconfigge la DX nel primo Submission Falls Count Anywhere match. Nel PPV Hell in a Cell la D-Generation X sconfigge la Legacy in un Hell in a Cell match. Nell'edizione di Raw dopo il PPV Royal Rumble, Ted DiBiase, sconfigge Mark Henry qualificandosi all'Elimination Chamber match valido per il WWE Championship, dove però non riesce a vincere; riesce ad eliminare soltanto Randy Orton. La Legacy dunque, si scioglie ufficialmente il giorno dopo Elimination Chamber.

A WrestleMania XXVI è coinvolto in un Triple Threat match contro Cody Rhodes e Randy Orton dove a vincere è però quest'ultimo.

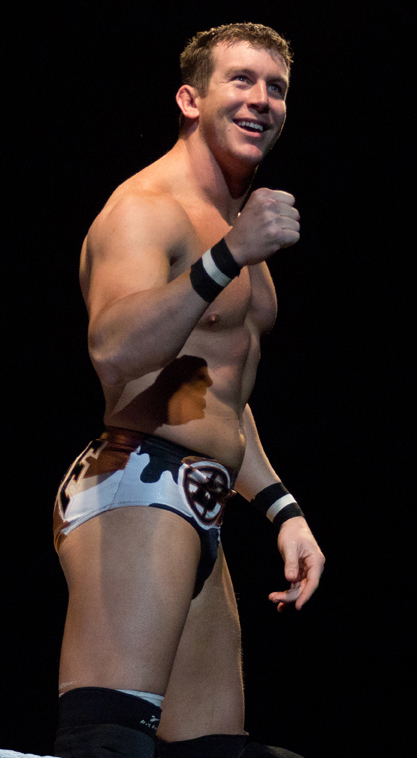
Ted DiBiase Jr. nel gennaio del 2012

Dopo WrestleMania, DiBiase debutta con una nuova gimmick di un arrogante milionario, simile a quella di suo padre: esordisce in singolo venendo sconfitto da Christian, ma si prende la sua rivincita la settimana successiva, reintegrando nella WWE il Million Dollar Championship. Poi intraprende un feud con R-Truth e i due si affrontano a Over the Limit, dove a vincere è R-Truth. In seguito si allea con Maryse. A Money in the Bank, partecipa all'omonimo match non riuscendo a vincere il match. Nel pay-per-view Bragging Rights batte il suo rivale del momento Goldust, mentre a Survivor Series viene sconfitto da Daniel Bryan in un match valido per il titolo degli Stati Uniti. Nella quarta stagione di NXT è il pro di Brodus Clay. Nella puntata di NXT del 25 gennaio, Ted DiBiase sconfigge Daniel Bryan in un match singolo, ma a fine puntata viene attaccato dal suo rookie Brodus Clay che aveva appena vinto un Fatal 4-Way match con in palio l'opportunità di cambiare mentore. Di conseguenza, Clay sceglie Alberto Del Rio come nuovo pro. Partecipa alla Royal Rumble 2011 entrando col numero 6, ma viene eliminato dopo essere rimasto sul ring diversi minuti. Nella puntata di Raw del 1º febbraio, DiBiase cerca di conquistarsi un posto nella Raw Royal Rumble, ma viene ridicolizzato da Jerry Lawler e scaricato da Maryse. Nella supplemental Draft del 2011 Ted DiBiase passa da Raw a SmackDown e riforma un Team con Cody Rhodes. L'8 luglio a SD! s'impongono a sorpresa su Ezekiel Jackson e Daniel Bryan. Il 29 luglio sempre a Smackdown! insieme a Cody Rhodes sconfigge Ezekiel Jackson in un Handicap Match, mentre 2 settimane dopo aiuta Rhodes a sconfiggere Ezekiel Jackson e fargli conquistare il titolo intercontinentale, ma a fine match il Millionar Dollar viene attaccato proprio da Jackson. Il 26 agosto a Smackdown! viene sconfitto da Randy Orton, a fine match viene attaccato dal suo partner Cody Rhodes che lo stende con la Cross Rhodes sancendo la fine del team. Il 16 settembre, Ted DiBiase, arrivato dal pubblico mentre fingeva di essere uno spettatore, effettua un Turn Face attaccando il suo ex amico Cody Rhodes, mentre quest'ultimo aveva un complotto con Edge e voleva far indossare al pubblico una busta della spesa in testa. A Night Of Champions, DiBiase viene sconfitto proprio da Cody Rhodes non riuscendo a conquistare il titolo intercontinentale. Dopo il breve feud con Cody Rhodes, DiBiase inizia un feud con Jinder Mahal.
Dopo un periodo di assenza dovuto a un infortunio, DiBiase fa il suo ritorno a Night of Champions, prendendo parte nel pre-show alla Battle Royal che decretava il primo sfidante allo United States Championship, ma viene eliminato da Tensai. Il 19 ottobre, a SmackDown, ottiene la sua prima sconfitta dal suo ritorno, venendo battuto da Antonio Cesaro.
Il 26 agosto 2013, tramite un video postato sul suo canale YouTube, DiBiase annuncia ufficialmente di non avere rinnovato il contratto che lo lega con la WWE per dedicare così del tempo alla sua vita privata e alla sua famiglia.

## Personaggio

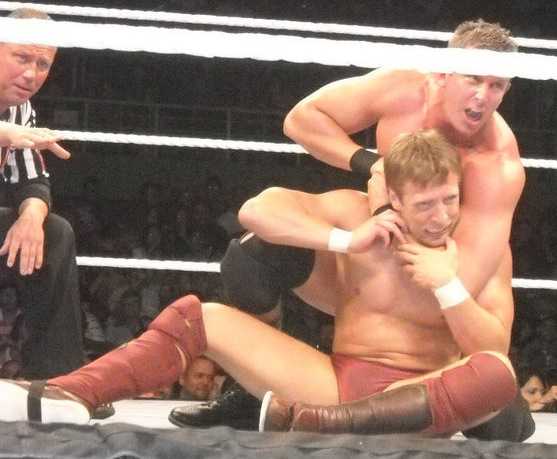
Ted DiBiase Jr. mentre applica una Headlock

### Mosse finali
- Dream Street (Cobra clutch slam)

### Manager
- Maryse
- Virgil

### Soprannomi
- "Fortunate Son"
- "Million Dollar Son"
- "Priceless Man"

### Musiche d'ingresso
- Priceless di Jim Johnston (2007–2009)
- Priceless (Remix) di Jim Johnston (2009–2010)
- It's a New Day degli Adelitas Way (2010–2011)
- I Come from Money degli S-Preme (2011–2013)

## Titoli e riconoscimenti
- Florida Championship Wrestling

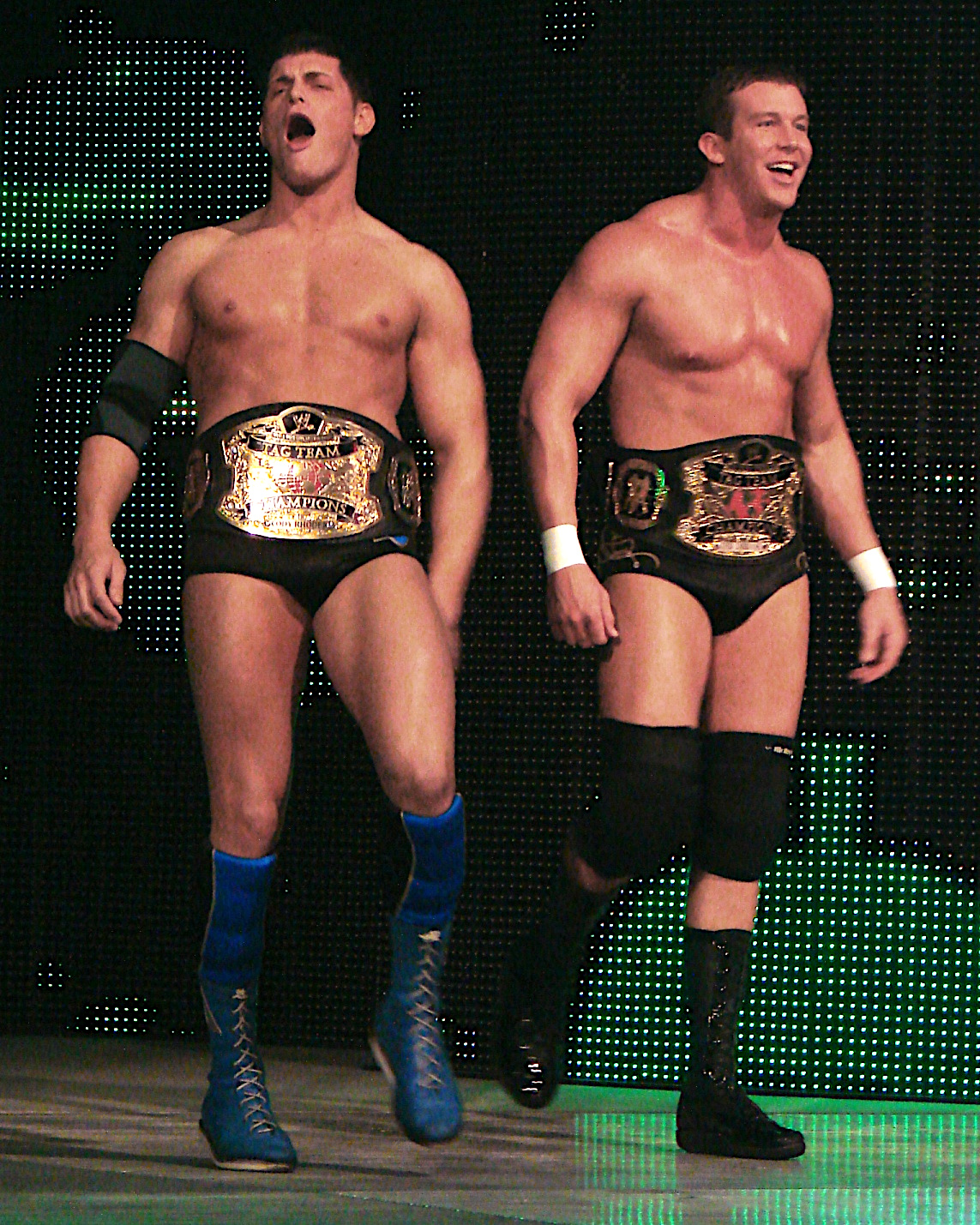
Cody Rhodes e Ted DiBiase Jr. con il World Tag Team Championship nel 2008

  - FCW Southern Heavyweight Championship (1)
- Pro Wrestling Fusion
  - PWF Tag Team Championship (1) – con Mike DiBiase
- Pro Wrestling Illustrated
  - 35º tra i 500 migliori wrestler singoli nella PWI 500 (2010)
- WWE
  - Million Dollar Championship (1)[Nota 1]
  - World Tag Team Championship (2) – con Cody Rhodes